# Andor (série télévisée)
Pour les articles homonymes, voir Andor.
Pour l’article ayant un titre homophone, voir Endor (Star Wars).
Obi-Wan Kenobi Tales of the Jedi
Andor est une série télévisée américaine en prise de vues réelles créée par Tony Gilroy. Elle fait partie de l’univers Star Wars.
Il s'agit d'une préquelle du film Rogue One (2016), premier volet des films sortis sous la bannière A Star Wars Story (il sera suivi de Solo en 2018). La série est centrée sur le personnage de Cassian Andor (à nouveau interprété par Diego Luna) et se déroule cinq ans avant Rogue One,.
Les douze épisodes de la première saison sont diffusés depuis le 21 septembre 2022 sur Disney+,.
La deuxième et dernière saison, composée de douze épisodes et dont la fin mène directement au film Rogue One,, est diffusée depuis le 22 avril 2025 sur la plateforme Disney+. Trois épisodes sont mis en ligne chaque semaine jusqu'au 13 mai 2025. Le trailer de cette seconde saison a été dévoilé le 24 février 2025.

## Synopsis
Cinq ans avant la périlleuse mission sur la planète tropicale Scarif, Cassian Andor participe aux prémices de la rébellion contre l'Empire galactique, s'engageant dans ce qui deviendra l'Alliance rebelle,,.

## Distribution

### Personnages principaux
- Diego Luna (VF : Jean-Christophe Dollé ; VQ : Philippe Martin) : Cassian Andor
- Stellan Skarsgård (VF : Gabriel Le Doze ; VQ : Benoît Brière) : Luthen Rael
- Kyle Soller (VF : Marc Arnaud ; VQ : David Laurin) : Syril Karn
- Adria Arjona (VF et VQ : Claire Morin) : Bix Caleen
- Genevieve O'Reilly (VF : Juliette Degenne ; VQ : Catherine Proulx-Lemay) : sénatrice Mon Mothma
- Denise Gough (VF : Audrey Sourdive ; VQ : Sofia Blondin) : lieutenant Dedra Meero
- Elizabeth Dulau (VF : Angèle Humeau ; VQ : Annie Girard) : Kleya Marki
- Muhannad Bhaier (VF et VQ : Jean-Stan Du Pac) : Wilmon Paak
- Faye Marsay (VF et VQ : Adeline Moreau) : Vel Sartha
- Varada Sethu (VF et VQ : Kahina Tagherset) : Cinta Kaz
- Ben Mendelsohn (VF : Thierry Hancisse) : directeur Orson Krennic (saison 2)
- Benjamin Bratt (VF : Maurice Decoster) : sénateur Bail Organa (saison 2)
- Alan Tudyk (VF : Laurent Morteau) : K-2SO (saison 2)

### Personnages récurrents
- Joplin Sibtain (VF et VQ : Cyrille Monge) : Brasso
- Dave Chapman (VF et VQ : Frédéric Popovic) : B2EMO (voix)
- Alastair Mackenzie (VF et VQ : Stéphane Pouplard) : Perrin Fertha
- Anton Lesser (VF et VQ : Gérard Darier) : major Lio Partagaz
- Michael Jenn (VF et VQ : Pascal Germain) : capitaine Lagret
- Andy Serkis (VF et VQ : Boris Rehlinger) : Kino Loy
- Kathryn Hunter (VF et VQ : Marie-Martine) : Eedy Karn
- Robert Emms (VF et VQ : Jérémy Bardeau) : lieutenant Lonni Jung
- Bronte Carmichael (VF et VQ : Charlotte Hervieux) : Leida Mothma
- Ben Miles (VF et VQ : Nicolas Marié) : Tay Kolma
- Forest Whitaker (VF : Daniel Lobé ; VQ : Normand D'Amour) : Saw Gerrera
- Duncan Pow (en) (VF et VQ : Rémi Caillebot) : Ruescott Melshi
- Richard Dillane (VF et VQ : Jérôme Keen) : Davo Sculdun
- Lee Ross (VF : Guillaume Bourboulon) : Exmar Kloris

### Personnages secondaires

#### Saison 1
- Fiona Shaw (VF et VQ : Cathy Cerdà) : Maarva Andor
- James McArdle (en) (VF et VQ : Jim Redler) : Timm Karlo
- Gary Beadle (en) (VF et VQ : Rody Benghezala) : Clem Andor
- Sule Rimi (VF et VQ : Frantz Confiac) : lieutenant Gorn
- Alex Ferns (en) (VF et VQ : Christophe Lemoine) : sergent Linus Mosk
- Gershwyn Eustache Jnr (VF et VQ : Raphaël Cohen) : Taramyn Barcona
- Ebon Moss-Bachrach (VF et VQ : Gilduin Tissier) : Arvel Skeen
- Alex Lawther (VF et VQ : Brice Ournac) : Karis Nemik
- Ben Bailey Smith (en) (VF et VQ : Arthur Khong) : lieutenant Blevin
- Stanley Townsend (en) (VF et VQ : Patrick Bonnel) : commandant Jayhold Beehaz
- Malcolm Sinclair (en) (VF et VQ : Pierre-François Pistorio) : colonel Wullf Yularen
- Brian Bovell (VF et VQ : Olivier Benard) : Jemboc
- Tom Reed (VF et VQ : Maxime Hoareau) : Taga
- Josef Davies (VF et VQ : Loïc Guingand) : Xaul
- Christopher Fairbank (VF et VQ : Jean-Pierre Cliquet) : Ulaf
- Nouf Ousellam (VF et VQ : Jim Redler) : Intendant Corv
- Adrian Rawlins : Dr Rhasiv

#### Saison 2
- Rachelle Diedericks (VF : Justine Berger) : Niya
- Sam Gilroy (VF : Martin Faliu) : Gerdis
- Benjamin Norris (VF : Meli Izzouzi) : Bardi
- Pierro Niel-Mee (VF : Damien Boisseau) : Erskin Semaj
- Alex Waldmann (VF : Pierre Tessier) : Krole
- Ryan Pope (VF : Igor Chometowski) : Kellen
- Richard Sammel (VF : lui-même) : Carro Rylanz
- Alaïs Lawson (VF : elle-même) : Enza Rylanz
- Abraham Wapler (VF : lui-même) : Samm
- Ella Pellegrini (VF : elle-même) : Dreena
- Théo Costa Marini (VF : lui-même) : Dilan
- Raphaël Roger Levy (VF : lui-même) : sénateur Dasi Oran
- Stefan Crepon (VF : lui-même) : Thela
- Kurt Egyiawan (VF : Baptiste Marc) : superviseur Grymish
- Marc Rissmann (VF : Valentin Merlet) : Pluti
- Alistair Petrie (VF : Pierre-François Pistorio) : général Davits Draven
- Tomi May (VF : Charles Uguen) : sergent Bloy
- Jonjo O'Neill (VF : Rémi Bichet) : capitaine Kaido
- Ana Ularu (VF : Aurélie Vigent) : Beska
- Andrew Brooke (VF : Antoine Tomé) : sergent Gharial
- Stephen Stanton (VF : Michael Aragones) : amiral Raddus (voix)
- Sharon Duncan-Brewster (VF : Mbembo) : sénatrice Tynnra Pamlo
- Jonathan Aris (VF : Régis Lang) : sénateur Nower Jebel

## Production

### Genèse et développement

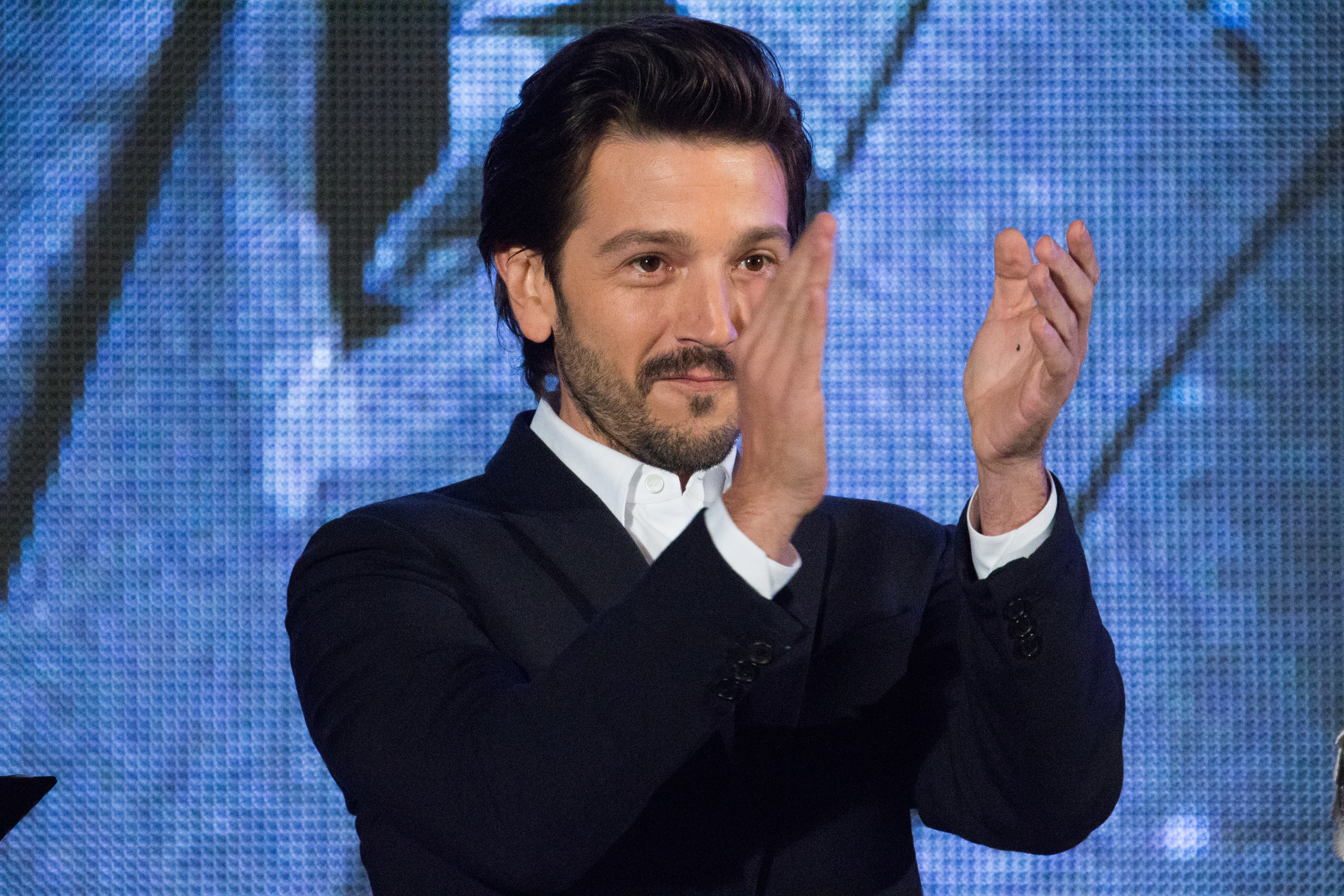
Diego Luna, ici à la présentation de Rogue One au Japon, reprend son rôle de Cassian Andor.

En novembre 2017, Robert Iger — alors PDG de Disney — annonce que le studio et Lucasfilm vont développer une série télévisée Star Wars en prise de vues réelles pour la plateforme à venir, Disney+. En février 2018, Robert Iger précise que plusieurs séries sont en projet. En novembre 2018, il est révélé qu'une de ces séries sera une préquelle du film Rogue One (2016). Cette série est présentée comme un thriller d'espionnage centré sur le personnage de Cassian Andor, à nouveau incarné par Diego Luna. Le tournage est alors prévu pour 2019, une fois que l'acteur aura achevé celui de Narcos: Mexico. Jared Bush est initialement engagé pour développer la série. Il écrit le script du pilote ainsi que la « bible » de la série.
Fin 2018, Stephen Schiff (en) est officialisé comme show runner et producteur délégué. En juillet 2019, Rick Famuyiwa est évoqué pour réaliser quelques épisodes, après avoir officié sur une autre série Star Wars, The Mandalorian. En octobre 2019, Tony Gilroy rejoint le projet pour écrire le premier épisode, réaliser plusieurs épisodes et collaborer avec Stephen Schiff. En avril 2020, il est officiellement confirmé qu'il remplace Stephen Schiff comme show runner. La préproduction commence peu après au Royaume-Uni, mais est stoppée en raison de la pandémie de Covid-19,. La préproduction reprend dans le pays en septembre 2020 avec un tournage prévu pour le mois suivant. Tony Gilroy, qui est alors à New York, choisit de ne pas se rendre sur le sol britannique en raison de la pandémie et renonce à mettre en scène le premier épisode. C'est finalement le Britannique Toby Haynes (en) qui le remplace à la réalisation. Tony Gilroy demeure finalement show runner et producteur délégué.
Kathleen Kennedy, présidente de Lucasfilm, révèle le titre de la série en décembre 2020 : Andor. Elle annonce également une diffusion pour 2022. L'acteur Diego Luna est également annoncé comme producteur délégué. Il est par ailleurs précisé que la série connaîtra douze épisodes. En février 2021, Ben Caron et Susanna White sont engagés pour réaliser des épisodes.
La série est également écrite par Beau Willimon et par Dan Gilroy, le frère du show runner.

### Attribution des rôles
En novembre, Diego Luna est confirmé pour reprendre son rôle de Cassian Andor du film Rogue One. Le retour d'Alan Tudyk, qui incarnait en capture de mouvement le droïde K-2SO dans Rogue One, est annoncé en avril 2019. Un an plus tard, Stellan Skarsgård, Kyle Soller, Genevieve O'Reilly et Denise Gough rejoignent la distribution. Genevieve O'Reilly incarnera à nouveau Mon Mothma, après La Revanche des Sith (2005) et Rogue One,. Adria Arjona rejoint la série en août 2020. La présence de Fiona Shaw est révélée en décembre. Finalement, Alan Tudyk confirme qu'il ne participe plus à la série en raison des changements de scénario, mais qu'il pourrait revenir si d'autres saisons sont produites.
Brièvement apparu dans Un nouvel espoir (1977), dans lequel il est joué par Robert Clarke, puis de manière récurrente dans la série d'animation The Clone Wars (2008-2020), dans laquelle il est interprété par Tom Kane, le colonel Wullf Yularen est ici interprété par Malcolm Sinclair (en).
L'épisode 8 marque le retour de Duncan Pow (en) dans le rôle du rebelle Ruescott Melshi, tandis qu'Andy Serkis, interprète du suprême leader Snoke dans la troisième trilogie, joue ici Kino Loy,.
Dans la saison 2, l'acteur Jimmy Smits n'étant pas disponible pour reprendre son personnage de Bail Organa, celui-ci est remplacé par Benjamin Bratt.

### Tournage
Le tournage devait initialement débuter en 2019, puis en juin 2020, mais il prend du retard en raison de la pandémie de Covid-19. Les prises de vues débutent finalement à Londres en novembre 2020,. Toby Haynes met en scène les trois premiers épisodes.

## Épisodes

### Première saison (2022)
La première saison, comptant 12 épisodes, est diffusée à partir du 21 septembre 2022 sur Disney+,.
1. Kassa (Kassa)
2. C'est bien moi (That Would Be Me)
3. Estimation (Reckoning)
4. Aldhani (Aldhani)
5. La Hache oublie (The Axe Forgets)
6. L'Œil (The Eye)
7. L'Annonce (Announcement)
8. Narkina 5 (Narkina 5)
9. Personne n'écoute (Nobody's Listening!)
10. Une seule issue (One Way Out)
11. La Communauté des filles des colons (Daughter of Ferrix)
12. Rix Road (Rix Road)

### Deuxième saison (2025)
La deuxième saison est diffusée à partir du 22 avril 2025 sur Disney+.
1. Un an plus tard (One Year Later)
2. Sagrona Teema (Sagrona Teema)
3. La Saison des récoltes (Harvest)
4. Connaissez-vous Ghorman ? (Ever Been to Ghorman?)
5. J'ai des amis un peu partout (I Have Friends Everywhere)
6. Cette soirée devient festive (What a Festive Evening)
7. Un messager (Messenger)
8. Mais t'es qui, toi ? (Who Are You?)
9. Bienvenue dans la Rébellion (Welcome to the Rebellion)
10. Pitié, arrêtez, pitié... (Make It Stop)
11. Qui d'autre est au courant ? (Who Else Knows?)
12. Jedha, Kyber, Erso (Jedha, Kyber, Erso)

## Diffusion
Initialement prévue pour 2021, puis pour le 31 août 2022, la première saison, constituée de 12 épisodes, a été diffusée en France du 21 septembre au 23 novembre 2022 sur Disney+.

## Distinctions

### Nominations
- Golden Globes 2023 : Meilleur acteur dans une série dramatique pour Diego Luna